# Gran Premio d'Olanda 1980
Il Gran Premio d'Olanda 1980 è stata la undicesima prova della stagione 1980 del Campionato mondiale di Formula 1. Si è corsa domenica 31 agosto 1980 sul Circuito di Zandvoort. La gara è stata vinta dal brasiliano Nelson Piquet su Brabham-Ford Cosworth; per il vincitore si trattò del secondo successo nel mondiale. Ha preceduto sul traguardo i francesi René Arnoux su Renault e Jacques Laffite su Ligier-Ford Cosworth.

## Vigilia

### Contrasto FOCA-FISA
Nel corso del weekend del gran premio la Scuderia Ferrari e la Renault comunicarono alla FOCA la loro volontà di rispettare quanto previsto dal regolamento tecnico approvato dalla FISA per la stagione 1981 e che prevedevano l'abolizione delle "minigonne", scelta che avrebbe penalizzato le vetture dotate del tradizionale motore Ford Cosworth DFV. Assieme alle due case il fronte più vicino alla FISA comprendeva anche Alfa Romeo, Ligier e Osella.

### Sviluppi futuri
Venne confermata la tenuta del GP degli USA-Est sul Watkins Glen International il 5 ottobre, messa in dubbio dalla mancanza dei fondi necessari. Gli organizzatori reperirono la cifra necessaria.

### Aspetti tecnici
Dopo le polemiche seguite all'inefficacia dimostrata in gara dalle chicane temporanea realizzata nel 1979 intervenendo sulla seconda curva Hondenvlak (i piloti affrontavano la chicane quasi "a tavoletta", anziché rallentare), viene realizzata la Chicane Marlboro al posto delle due curve Hondenvlak, un velocissimo sinistra-destra da affrontare ad acceleratore completamente aperto che aveva da tempo destato preoccupazioni per la sicurezza da parte degli organizzatori del Campionato mondiale di Formula 1. La lunghezza del circuito passa così a 4.252 metri.
La McLaren presentò la M30, affidata al solo Alain Prost.

### Aspetti sportivi
Vittorio Brambilla finalmente ebbe a disposizione un'Alfa Romeo, mentre il britannico Geoff Lees venne iscritto con una seconda Ensign. Lees, in stagione, già in 5 occasioni era stato presente a un gran premio, ma con la Shadow. Inizialmente la scuderia britannica aveva iscritto Kevin Cogan. Brambilla, invece, mancava dal Gran Premio degli Stati Uniti d'America-Est 1979, in cui non si era qualificato.

## Qualifiche

### Resoconto
Dopo le prime prove libere Jochen Mass, ancora non ripresosi pienamente dalle conseguenze dell'incidente nelle prove del Gran Premio d'Austria, diede forfait, e venne sostituito dal neozelandese Mike Thackwell. Thackwell, che aveva già testato nei giorni precedenti la gara una Tyrrell, a 19 anni e 152 giorni, divenne il più giovane pilota a partecipare a un weekend di un gran premio. Sempre nelle libere il pilota della McLaren John Watson fu protagonista di un brutto incidente alla Tarzan.
Nelle prove ufficiali del venerdì il più rapido fu René Arnoux su Renault, che chiuse in 1'17"53, davanti al compagno di team Jean-Pierre Jabouille, staccato di 21 centesimi, e a Carlos Reutemann. Furono un po' più competitive, rispetto alle ultime gare, le Ferrari, con Gilles Villeneuve nono e Jody Scheckter undicesimo. Il miglioramento venne giustificato col miglior feeling della vettura con i nuovi pneumatici.
Al sabato pochi piloti migliorarono i tempi del venerdì, e non in maniera eclatante; tra questi vi fu Arnoux, che così confermò la pole provvisoria conquistata al venerdì. Per il pilota francese fu la quarta partenza al palo nel mondiale di F1. L'altro pilota della Renault, Jean-Pierre Jabouille, completò la prima fila. La seconda fila fu delle due Williams di Carlos Reutemann e Alan Jones. La Ferrari confermò i progressi con Villeneuve che chiuse settimo. Anche meglio fece John Watson della McLaren che, dopo aver fatto registrare l'ultimo tempo al venerdì, chiuse nono. Il giovane Mike Thackwell non riuscì a qualificarsi per la gara e così non batté il record di più giovane pilota ad aver preso parte a una gara mondiale di F1 che apparteneva a Ricardo Rodríguez (fatta segnare nel Gran Premio d'Italia 1961).

### Risultati
Nella sessione di qualifica si è avuta questa situazione:
| Pos | Nº | Pilota                | Costruttore              | Tempo   | Griglia |
| --- | -- | --------------------- | ------------------------ | ------- | ------- |
| 1   | 16 | René Arnoux           | Renault                  | 1'17"44 | 1       |
| 2   | 15 | Jean-Pierre Jabouille | Renault                  | 1'17"74 | 2       |
| 3   | 28 | Carlos Reutemann      | Williams-Ford Cosworth   | 1'17"81 | 3       |
| 4   | 27 | Alan Jones            | Williams-Ford Cosworth   | 1'17"82 | 4       |
| 5   | 5  | Nelson Piquet         | Brabham-Ford Cosworth    | 1'17"85 | 5       |
| 6   | 26 | Jacques Laffite       | Ligier-Ford Cosworth     | 1'18"15 | 6       |
| 7   | 2  | Gilles Villeneuve     | Ferrari                  | 1'18"40 | 7       |
| 8   | 23 | Bruno Giacomelli      | Alfa Romeo               | 1'18"52 | 8       |
| 9   | 7  | John Watson           | McLaren-Ford Cosworth    | 1'18"53 | 9       |
| 10  | 11 | Mario Andretti        | Lotus-Ford Cosworth      | 1'18"60 | 10      |
| 11  | 12 | Elio De Angelis       | Lotus-Ford Cosworth      | 1'18"74 | 11      |
| 12  | 1  | Jody Scheckter        | Ferrari                  | 1'18"87 | 12      |
| 13  | 6  | Héctor Rebaque        | Brabham-Ford Cosworth    | 1'18"89 | 13      |
| 14  | 29 | Riccardo Patrese      | Arrows-Ford Cosworth     | 1'18"90 | 14      |
| 15  | 25 | Didier Pironi         | Ligier-Ford Cosworth     | 1'18"94 | 15      |
| 16  | 43 | Nigel Mansell         | Lotus-Ford Cosworth      | 1'18"97 | 16      |
| 17  | 3  | Jean-Pierre Jarier    | Tyrrell-Ford Cosworth    | 1'18"98 | 17      |
| 18  | 8  | Alain Prost           | McLaren-Ford Cosworth    | 1'19"07 | 18      |
| 19  | 31 | Eddie Cheever         | Osella-Ford Cosworth     | 1'19"38 | 19      |
| 20  | 9  | Marc Surer            | ATS-Ford Cosworth        | 1'19"44 | 20      |
| 21  | 20 | Emerson Fittipaldi    | Fittipaldi-Ford Cosworth | 1'19"57 | 21      |
| 22  | 22 | Vittorio Brambilla    | Alfa Romeo               | 1'19"60 | 22      |
| 23  | 4  | Derek Daly            | Tyrrell-Ford Cosworth    | 1'19"68 | 23      |
| 24  | 41 | Geoff Lees            | Ensign-Ford Cosworth     | 1'19"72 | 24      |
| NQ  | 50 | Rupert Keegan         | Williams-Ford Cosworth   | 1'19"96 | NQ      |
| NQ  | 14 | Jan Lammers           | Ensign-Ford Cosworth     | 1'20"11 | NQ      |
| NQ  | 30 | Mike Thackwell        | Arrows-Ford Cosworth     | 1'20"22 | NQ      |
| NQ  | 21 | Keke Rosberg          | Fittipaldi-Ford Cosworth | 1'20"33 | NQ      |

## Gara

### Resoconto
Alan Jones, in partenza, riuscì a sopravanzare i motori turbo della Renault. Dietro all'australiano vi erano René Arnoux, poi Jacques Laffite, Carlos Reutemann, Jean-Pierre Jabouille, Nelson Piquet e Bruno Giacomelli che aveva passato Villeneuve. Jones però mandò subito in fumo le chance di vittoria: prese un cordolo troppo velocemente rompendo la minigonna sinistra. La sosta seguente ai box lo allontanò definitivamente dalla zona punti. L'errore di Jones venne pesantemente criticato dal patron della sua scuderia, Frank Williams. Arnoux si trovò così a condurre la gara. Nel corso del secondo giro vi fu un incidente che coinvolse Elio De Angelis e Riccardo Patrese. Il pilota della Lotus affiancò quello dell'Arrows, le due vetture vennero a contatto con la vettura di Patrese che colpì anche quella di Didier Pironi. Pironi e De Angelis furono costretti al ritiro. I due piloti italiani, al termine del gran premio, si scambiarono accuse in merito alla colpa dell'incidente.

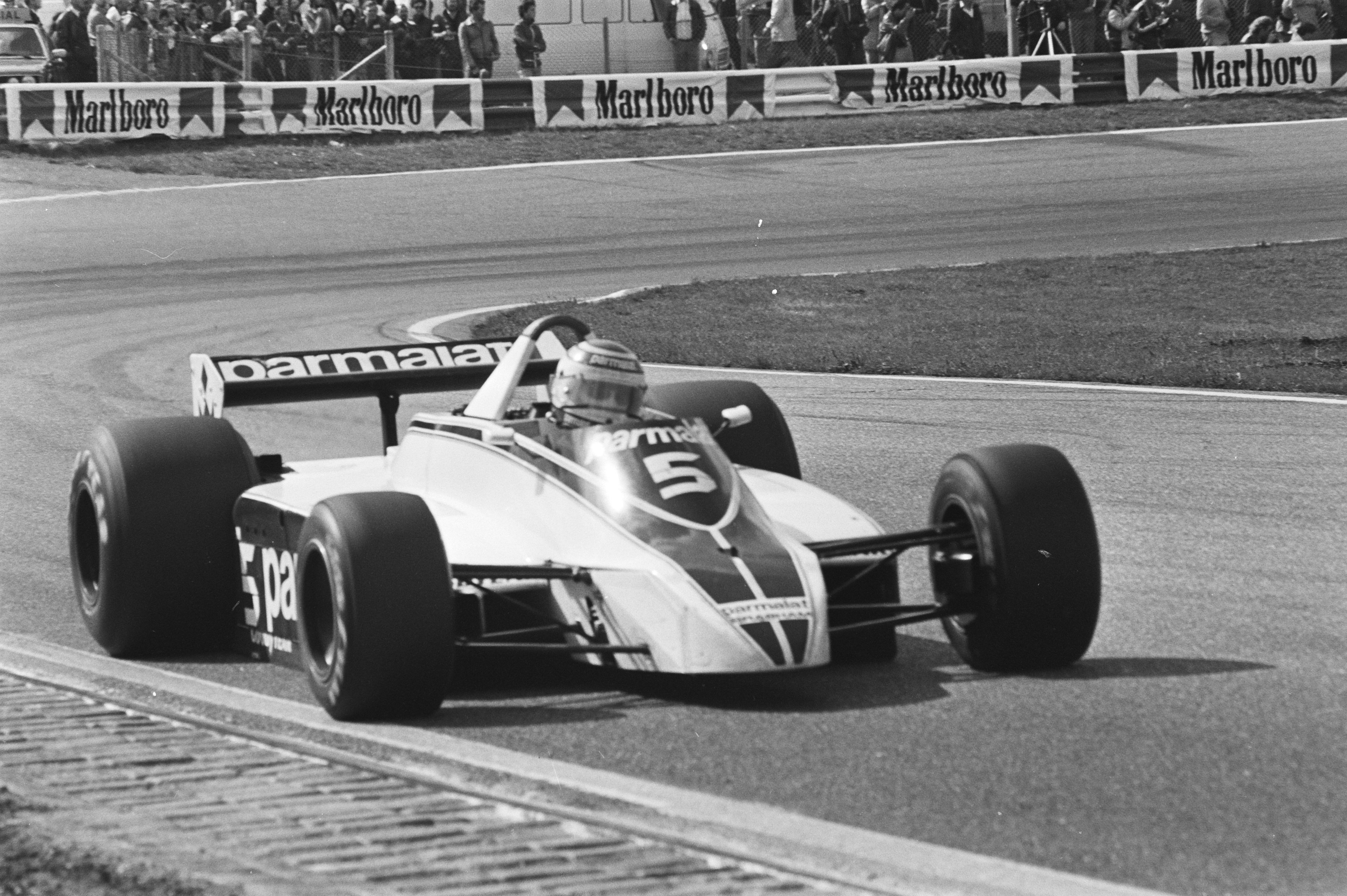
Nelson Piquet si aggiudicò il gran premio con una bella rimonta nella prima parte della gara.

Al terzo passaggio fu così Laffite che passò in testa, sorpassando Arnoux, mentre Reutemann perse tre posizioni. Gilles Villeneuve, dopo aver ripassato Giacomelli, si trovò così quarto, dietro alle due Renault.
Il brasiliano della Brabham Nelson Piquet fu autore di una bella rimonta. Passò al settimo giro Villeneuve e, dopo tre giri, superò anche Arnoux e si portò al secondo posto (Jabouille nel frattempo aveva perduto diverse posizioni per una sosta ai box per cambiare le gomme già usurate). La crisi delle coperture Michelin colpì anche il canadese della Scuderia Ferrari, che ben presto uscì dalle posizioni di testa.
Piquet, al giro tredici, era in testa, avendo sorpassato anche Laffite. Terzo era Arnoux, quarto Giacomelli, poi Reutemann, con Mario Andretti a chiudere la zona punti. Al giro sedici il bresciano dell'Alfa passò Arnoux per il terzo posto e, quattro giri dopo, Andretti superò Reutemann portandosi in quinta posizione.
Bruno Giacomelli, nel tentativo di passare anche Laffite al 38º giro, commise un errore alla chicane Panorama, girandosi e danneggiando una minigonna: scese così al settimo posto. Giacomelli a fine gara accusò un problema all'impianto dei freni come causa dell'errore. Nel frattempo Reutemann e Andretti furono autori di uno spettacolare duello. Sul duo giunse il rimontante Jones, ancora doppiato, che li passò entrambi. Al giro cinquanta Reutemann ripassò Andretti, ponendosi quarto.
Derek Daly (al momento ottavo) fu autore, alla curva Tarzan, di uno spettacolare incidente innescato dall'esplosione del disco freno anteriore sinistro. La sua Tyrrell volò in aria, si impennò e atterrò sul guardrail. Il pilota rimase quasi illeso.
Nel corso del 70º passaggio René Arnoux passò Laffite, che aveva rallentato nei pressi dell'incidente di Daly. Vinse così Nelson Piquet che si portò, in classifica, a soli due punti da Jones. Il resto del podio fu francese con secondo Arnoux e terzo Laffite. A punti Reutemann, poi altri due transalpini Jean-Pierre Jarier e Alain Prost. Fu ancora sfortunato Andretti che si ritirò a due giri dal termine, quando era quinto, senza benzina.

### Risultati
I risultati del gran premio furono i seguenti:
| Pos | No | Pilota                | Costruttore              | Giri | Tempo/Ritiro                 | Pos. Griglia | Punti |
| --- | -- | --------------------- | ------------------------ | ---- | ---------------------------- | ------------ | ----- |
| 1   | 5  | Nelson Piquet         | Brabham-Ford Cosworth    | 72   | 1h38'13"83                   | 5            | 9     |
| 2   | 16 | René Arnoux           | Renault                  | 72   | +12"93                       | 1            | 6     |
| 3   | 26 | Jacques Laffite       | Ligier-Ford Cosworth     | 72   | +13"43                       | 6            | 4     |
| 4   | 28 | Carlos Reutemann      | Williams-Ford Cosworth   | 72   | +15"29                       | 3            | 3     |
| 5   | 3  | Jean-Pierre Jarier    | Tyrrell-Ford Cosworth    | 72   | +1'00"02                     | 17           | 2     |
| 6   | 8  | Alain Prost           | McLaren-Ford Cosworth    | 72   | +1'22"62                     | 18           | 1     |
| 7   | 2  | Gilles Villeneuve     | Ferrari                  | 71   | +1 giro                      | 7            |       |
| 8   | 11 | Mario Andretti        | Lotus-Ford Cosworth      | 70   | Mancanza di benzina          | 10           |       |
| 9   | 1  | Jody Scheckter        | Ferrari                  | 70   | +2 giri                      | 12           |       |
| 10  | 9  | Marc Surer            | ATS-Ford Cosworth        | 69   | +3 giri                      | 20           |       |
| 11  | 27 | Alan Jones            | Williams-Ford Cosworth   | 69   | +3 giri                      | 4            |       |
| Rit | 4  | Derek Daly            | Tyrrell-Ford Cosworth    | 60   | Incidente                    | 23           |       |
| Rit | 23 | Bruno Giacomelli      | Alfa Romeo               | 58   | Freni                        | 8            |       |
| Rit | 31 | Eddie Cheever         | Osella-Ford Cosworth     | 38   | Motore                       | 19           |       |
| Rit | 29 | Riccardo Patrese      | Arrows-Ford Cosworth     | 29   | Motore                       | 14           |       |
| Rit | 15 | Jean-Pierre Jabouille | Renault                  | 23   | Tenuta di strada             | 2            |       |
| Rit | 22 | Vittorio Brambilla    | Alfa Romeo               | 21   | Collisione con G. Lees       | 22           |       |
| Rit | 41 | Geoff Lees            | Ensign-Ford Cosworth     | 21   | Collisione con V. Brambilla  | 24           |       |
| Rit | 7  | John Watson           | McLaren-Ford Cosworth    | 18   | Motore                       | 9            |       |
| Rit | 20 | Emerson Fittipaldi    | Fittipaldi-Ford Cosworth | 16   | Freni                        | 21           |       |
| Rit | 43 | Nigel Mansell         | Lotus-Ford Cosworth      | 15   | Freni                        | 16           |       |
| Rit | 12 | Elio De Angelis       | Lotus-Ford Cosworth      | 2    | Collisione con D. Pironi     | 11           |       |
| Rit | 25 | Didier Pironi         | Ligier-Ford Cosworth     | 2    | Collisione con E. De Angelis | 15           |       |
| Rit | 6  | Héctor Rebaque        | Brabham-Ford Cosworth    | 1    | Cambio                       | 13           |       |
| NQ  | 50 | Rupert Keegan         | Williams-Ford Cosworth   |      |                              |              |       |
| NQ  | 14 | Jan Lammers           | Ensign-Ford Cosworth     |      |                              |              |       |
| NQ  | 30 | Mike Thackwell        | Arrows-Ford Cosworth     |      |                              |              |       |
| NQ  | 21 | Keke Rosberg          | Fittipaldi-Ford Cosworth |      |                              |              |       |
| SP  | 30 | Jochen Mass           | Arrows-Ford Cosworth     |      | Malato                       |              |       |

## Classifiche

### Piloti
| Pos. | Pilota                | Punti |
| ---- | --------------------- | ----- |
| 1    | Alan Jones            | 47    |
| 2    | Nelson Piquet         | 45    |
| 3    | Carlos Reutemann      | 33    |
| 4    | Jacques Laffite       | 32    |
| 5    | René Arnoux           | 29    |
| 6    | Didier Pironi         | 23    |
| 7    | Jean-Pierre Jabouille | 9     |
| 8    | Riccardo Patrese      | 7     |
| =    | Elio De Angelis       | 7     |
| 10   | Derek Daly            | 6     |
| 11   | Jean-Pierre Jarier    | 6     |
| 12   | Emerson Fittipaldi    | 5     |
| 13   | Alain Prost           | 5     |
| 14   | Keke Rosberg          | 4     |
| 15   | Jochen Mass           | 4     |
| 16   | Bruno Giacomelli      | 4     |
| 17   | Gilles Villeneuve     | 4     |
| 18   | John Watson           | 3     |
| 19   | Jody Scheckter        | 2     |

### Costruttori
| Pos. | Team                     | Punti |
| ---- | ------------------------ | ----- |
| 1    | Williams-Ford Cosworth   | 80    |
| 2    | Ligier-Ford Cosworth     | 55    |
| 3    | Brabham-Ford Cosworth    | 45    |
| 4    | Renault                  | 38    |
| 5    | Tyrrell-Ford Cosworth    | 12    |
| 6    | Arrows-Ford Cosworth     | 11    |
| 7    | Fittipaldi-Ford Cosworth | 9     |
| 8    | McLaren-Ford Cosworth    | 8     |
| 9    | Lotus-Ford Cosworth      | 7     |
| 10   | Ferrari                  | 6     |
| 11   | Alfa Romeo               | 4     |